# Sturdivant Hall
Sturdivant Hall oder auch als Watts-Parkman-Gillman Home bekannt ist ein klassizistisches Herrenhaus in Selma, Alabama in den Vereinigten Staaten. In ihm befindet sich heute ein historisches Museum. Das 1856 fertiggestellte Bauwerk wurde von Thomas Helm Lee für Colonel Edward T. Watts entworfen. Es wurde wegen seiner architektonischen Bedeutung am 18. Januar 1973 in das National Register of Historic Places aufgenommen. Edward Vason Jones, der für die Umgestaltung des Interieurs des Weißen Hauses in den 1960er und 1970er Jahren verantwortlich war, bezeichnete das Bauwerk als einen der schönsten klassizistischen Herrensitze aus der Zeit des Antebellum im Südosten der Vereinigten Staaten.

## Geschichte
Der Bau des heute als Sturdivant Hall bekannten Bauwerkes begann 1852, wurde jedoch erst 1856 abgeschlossen.  Nach der Fertigstellung wohnte Edward Watts und seine Familie in dem Haus, bis es 1864 verkauft wurde, als die Familie nach Texas zog. Von Watts erwarb das Haus der ortsansässiger Bankier John McGee Parkman, der am 12. Februar 1864 dafür die Summe von 65.000 US-Dollar (in heutigen Preisen 1.157.000 US-Dollar) bezahlte. Nach dem Ende des Sezessionskrieges wurde Parkman Präsident der First National Bank of Selma. Diese Bank war in Spekulationen auf dem Baumwollmarkt involviert und häufte große Verluste ab. Der Militärgouverneur von Alabama, Wager Swayne, ließ die zur Reconstruction eingesetzten Behörden die Bank beschlagnahmen und Parkman festnehmen. Er wurde im früheren Castle Morgan in Cahaba inhaftiert. Von seinen Freunden unterstützt, versuchte Parkman am 23. Mai 1867 aus dem Gefängnis zu fliehen, wurde jedoch bei dem Versuch getötet.
Das Haus wurde in einer Auktion im Januar 1870 zum Preis von $12.500 (in heutigen Preisen $268.000) an Emile Gillman verkauft. Dieser war ein bekannter ortsansässiger Geschäftsmann. Die Familie Gillman besaß das Haus, bis sie es 1957 für $75.000 (in heutigen Preisen $722.000) an die City of Selma verkaufte. Ein großer Teil der Kaufsumme stammte aus einer Schenkung durch den Nachlass von Robert Daniel Sturdivant, die mit der Bedingung verknüpft war, in Selma ein Museum einzurichten. Der Herrensitz wurde nach dem Kauf in ein Museum umgewandelt und zu erhielt den Sturdivants. Die Verwaltungen von Stadt und County und die Sturdivant Museum Association unterhalten bis heute in dem Haus ein Museum.

## Architektur

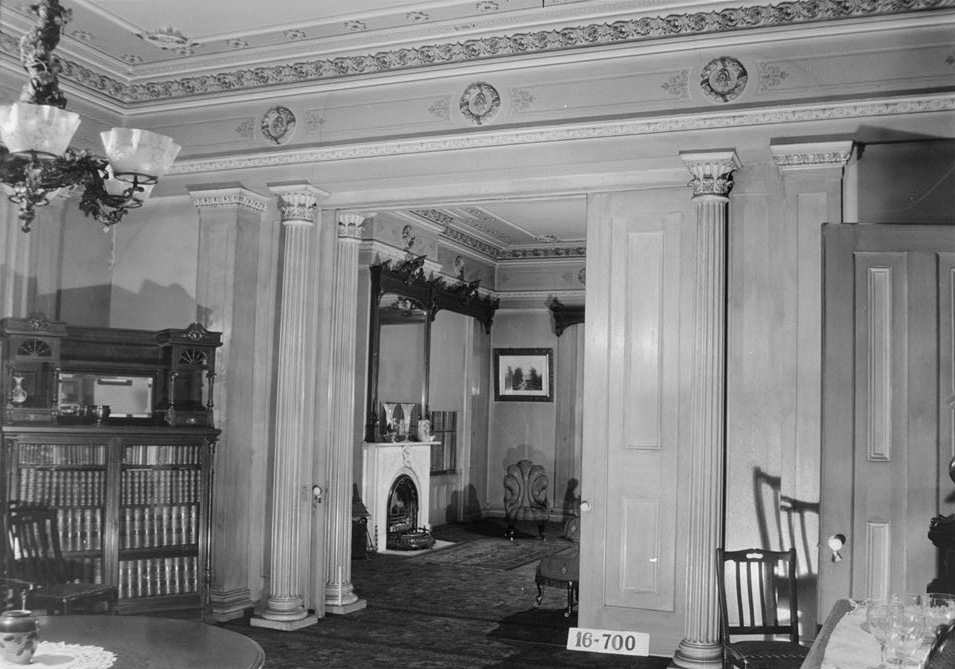
View from drawing room into parlor

Das Haus ist ein zweistöckiges Bauwerk aus Backsteinen; diese sind mit Stuck versehen, um dem ganzen das Aussehen von Werkstein zu geben. Die Vorderfront dominiert ein monumentaler Portikus im Stil eines griechischen Tempels, dessen korinthische Säulen eine Höhe von neun Metern haben. Zugang unter den Portikus besteht auch vom zweiten Stock über einen auf Kragträgern ruhenden Balkon mit aufwendigem schmiedeeisernen Geländer. Identische Türen auf beiden Ebenen der Vorderfront sind von aufwendigen klassizistischen Merkmalen umgeben, volle korinthische Säulen sitzen an beiden Seiten der Türen. Auf einer Seite des Hauses befindet sich ein kleiner Balkon, auf der anderen Seite befindet sich im Erdgeschoss eine breite Veranda, die von einem Balkon beschirmt wird. Beide nutzen verschnörkelte gusseiserne strukturelle und dekorative Elemente. Die Rückfront wird von einem monumentalen Portikus mit zwei dorischen Säulen in antis dominiert. Eine Küche, Räucherhaus und ein zweistöckiges Gesindehaus stehen im rechten Winkel zum rückwärtigen Portikus und bilden so einen halbkreisartig geschlossenen Hinterhof. Ein niedriges pyramidisches Satteldach bedeckt das Hauptgebäude und die beiden Portikusse. Auf der Spitze des Daches sitzt eine kleine Kuppel.
Das Interieur von Sturdivant Hall spiegelt die zunehmende Neigung zu opulenten Innenausstattungen in den Vereinigten Staaten während der 1850er Jahre wider. Das Erdgeschoss ist mit prächtigen Stuck- und Schreinerarbeiten versehen, am aufwendigsten sind das Herrenzimmer und der Damensalon. In beiden Räumen sind die Türeinfassungen als korinthische Säulen ausgeführt, darüber sitzt ein Gesims aus Stuck. Der Haupteingang führt in eine L-förmige Eingangshalle, eine auf Kragträgern konstruierte Treppe an der Seite der Halle führt nach oben. Andere Räume im Erdgeschoss sind das Esszimmer, das Herrenzimmer und der Wärmeraum. Im Obergeschoss finden sich ein T-förmiger Flur und vier Schlafzimmer. Von dort steigt auch eine weitere Treppe zu einem Treppenpodest in der Attika hinauf, von wo eine Wendeltreppe um eine zentrale Säule hinauf zur Kuppel führt.